# ジョージ・J・テネット
ジョージ・ジョン・テネット（英語: George John Tenet, 1953年1月5日 - ）は、中央情報局（CIA）第18代長官。

## 人物
労働者階級の移民の息子として生まれ、ニューヨーク州のクイーンズ郡で育った。実家はデリカテッセン。
1976年ジョージタウン大学外交学部卒。1978年コロンビア大学国際公共学部修士課程修了。
ロビイスト事務所勤務を経て、1982年に連邦上院議員であるH・ジョン・ハインツ三世の政策秘書となる。1985年から連邦上院情報委員会事務局に勤務。1988年から1993年まで連邦上院情報委員会事務局長を務める。
ビル・クリントン政権発足に伴い、1993年から1995年まで国家安全保障会議情報上級部長を務め、1995年にはCIA副長官に任命される。
妻はA・ステファニー・グラカス＝テネットであり、夫妻には一人息子ジョン・マイケルがいる。

## CIA長官
ビル・クリントン政権2期目の1997年7月、CIA長官に任命された。
テネットは議会スタッフであり、諜報活動の実務経験は皆無であった。ただし、アメリカの情報機関における調整役としての経験はあるため、CIA長官時代もその行政手腕を発揮した。
2004年6月3日に「個人的理由」で辞表を提出し、2004年7月11日までCIA長官を務めた。彼の辞任に伴い副長官のジョン・マクラフリンが長官代行となった。
テネットのCIA長官としての7年の任期は、アメリカ史上2番目の長期である。

## イラク戦争において
- コリン・パウエル国務長官によるイラク戦争開戦前の国際連合安全保障理事会における演説の際に、それを裏付けるとする情報を逐一報告していたことが印象的である。しかし、大量破壊兵器の存在が確認されず、サッダーム・フセイン政権とアルカーイダの関係が不明瞭だったこともあり、彼は辞任することになった。辞任が大統領選の直前であったこと、そしてその理由が情報操作であったことは異例である。しかしジョージ・W・ブッシュ大統領は「ジョージ・テネットはアメリカのために素晴らしい仕事を行った。彼と共に働けたことは大きな名誉であり、私は彼の辞任が遺憾である。」と述べ、「彼は『個人的理由』のために辞職した。」と語った。後に自著『嵐の真ん中で』の中で、「ブッシュ政権内でイラク開戦前に同国の差し迫った脅威について真剣な協議は行われなかった」などと暴露、イラク開戦に関与した自らの立場を弁護する主張を展開し、保守・リベラル双方から非難を浴びている。（for personal reasons, ロイター、2004年6月5日）
- 大量破壊兵器の存在が確実であることをコリン・パウエルに報告、開戦への道筋を立てた。
- 2003年3月20日、テネットは、サダム・フセインがバグダート南方の「ドーラ農場」に隠れているとホワイトハウスに報告した。大統領は国防総省に対し、これを破壊することを命令、ミサイルと爆弾によって破壊された。ディック・チェイニー副大統領は「サダム・フセインをやっつけたと思う。フセインは瓦礫の中から掘り出されるのを目撃された。呼吸していなかった」と言った。しかしそれは誤報で、サダムはどこにも見つからなかった。
- 2003年4月7日、サダムとその息子たちが、バグダートのマンスール地区にある「サア・レストラン」の隣の家で会っていると報告した。空軍によって1t爆弾4発が投下された結果、罪のない市民18人が死亡した。
- 大量破壊兵器を隠匿した疑いがある場所946箇所のリストを公表した。後に大量破壊兵器は存在しなかったとパウエルが謝罪することになった。
- サダムの息子ウダイが指揮する不正規軍の脅威を見過ごし、多数の兵を死傷させることになった。アメリカ陸軍の歴史記録「オンポイント」の著者は「情報機関は、この勢力がいかに残忍かつ強靭で、狂信的かをまったく予想していなかった」としている。
- 国連で兵器査察官を務めたデービット・ケイを団長とした「イラク調査グループ」を発足させ、大量破壊兵器捜索のためイラクに派遣したが、大量破壊兵器は発見できなかった。ケイは2004年1月28日上院軍事委員会に出席し「われわれはまったくと言っていいほど間違っていた」と証言した。[2]。

## ブッシュからの最高機密指令
2007年1月10日、CIAが法廷に提出した書類で「テロリストを拘束し」「アメリカの国外に拘束施設を設ける」権限を大統領がCIAに与えたことが確認された。これにより、秘密刑務所においての拷問を文民の諜報機関であるCIAが行う仕組みを作ることになった。

## 注記・参考資料
1. ↑  Interview: Steve Coll, PBS Frontline, 2006
2. ↑  『CIA秘録』ティム・ワイナー文藝春秋
3. ↑  アメリカ市民的自由連合による対国防総省訴訟においての、マリリン・A・ドーンの声明